# 海野宿
海野宿（うんのじゅく）は、長野県東御市本海野にある、江戸時代における北国街道の宿場の呼称である。現在も通りの両側に約100棟の家が連なる歴史的な町並みを形成しており、「日本の道100選」のひとつにも選ばれている。

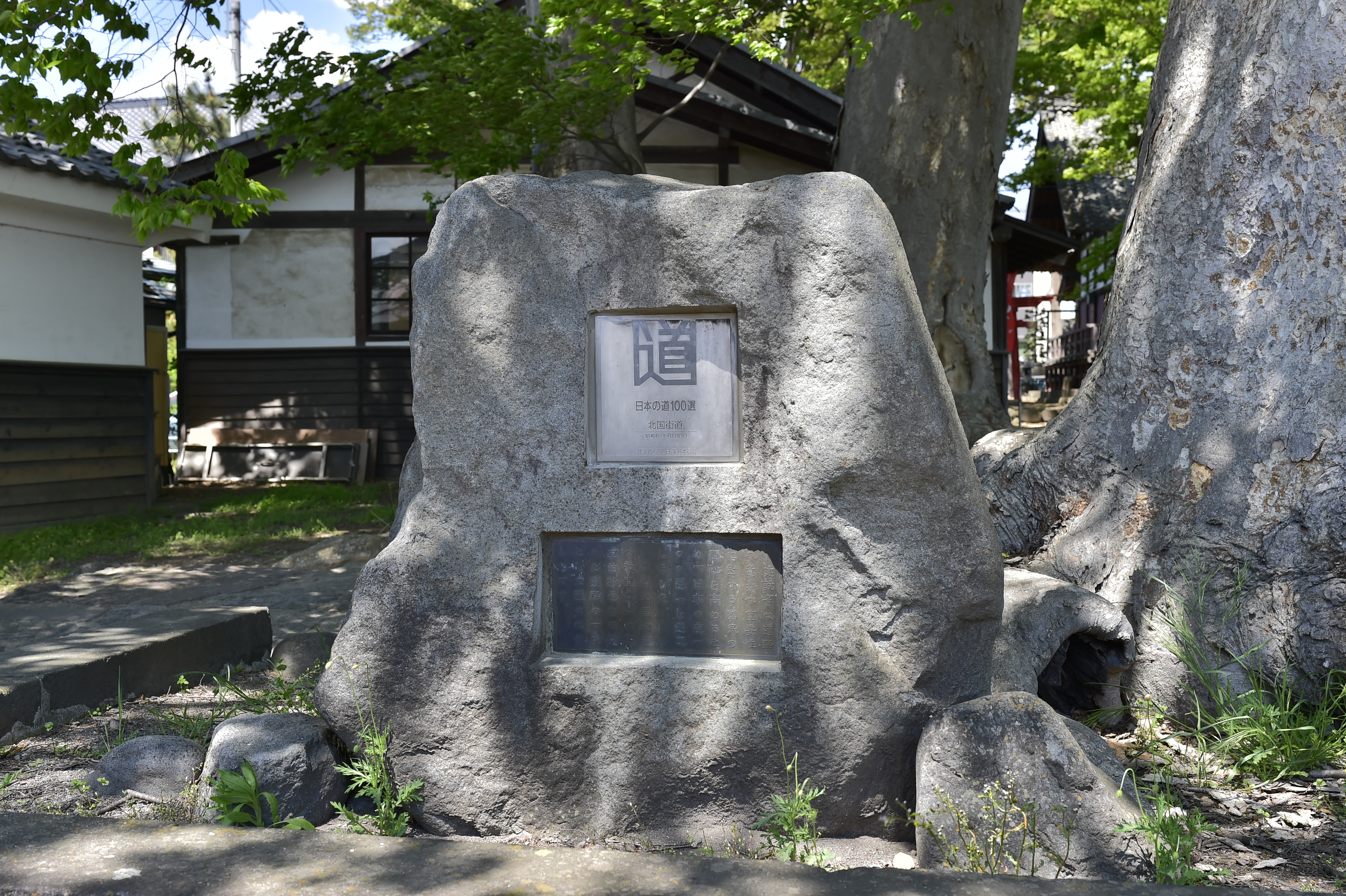
「日本の道100選」北国街道の顕彰碑（海野宿）

## 概要
信濃国（信州、現：長野県）の東部、軽井沢と善光寺門前町（長野市）を結ぶ北国街道（北国脇往還、現：国道18号旧道）の中間あたりにあった宿駅である。もともと、平安・鎌倉時代の海野氏の領地として栄えた城下町で、江戸時代になってから北国街道の宿場町として開設された。現在は東御市本海野の市道田中・西海野線の一部にあり、延長650 m、幅10 mの旧北国街道の両側には、旅籠屋造り、蚕室造り、茅葺屋根など当時使用された約100棟の歴史的な建物が残る。家並みの特徴は、表に格子戸がはまった家並みが続いており、屋根に防火用の壁である「うだつ」が見られ、2階格子の持送りや出桁（だしげた）に彫刻が施された意匠が特に目を引く。宿場の通りの中央には、江戸時代から変わらぬ位置にある「表の川」とよばれる用水堰が流れていて、向かい合わせの家ごとに洗い場が設けられており、江戸時代には馬に水を飲ませたり、旅行者が足を洗ったと考えられている。1986年（昭和61年）8月10日に歴史性と親愛性を基準に、「歴史かおる街・海野宿」として旧建設省と「道の日」実行委員会により制定された「日本の道100選」に選ばれている。また、翌1987年（昭和62年）には海野宿が種別「宿場町・養蚕町」で重要伝統的建造物群保存地区として選定されている。沿道の建物は、毎年3棟ほどの改修作業が行われており、建物保存に力が注がれている。

## 歴史

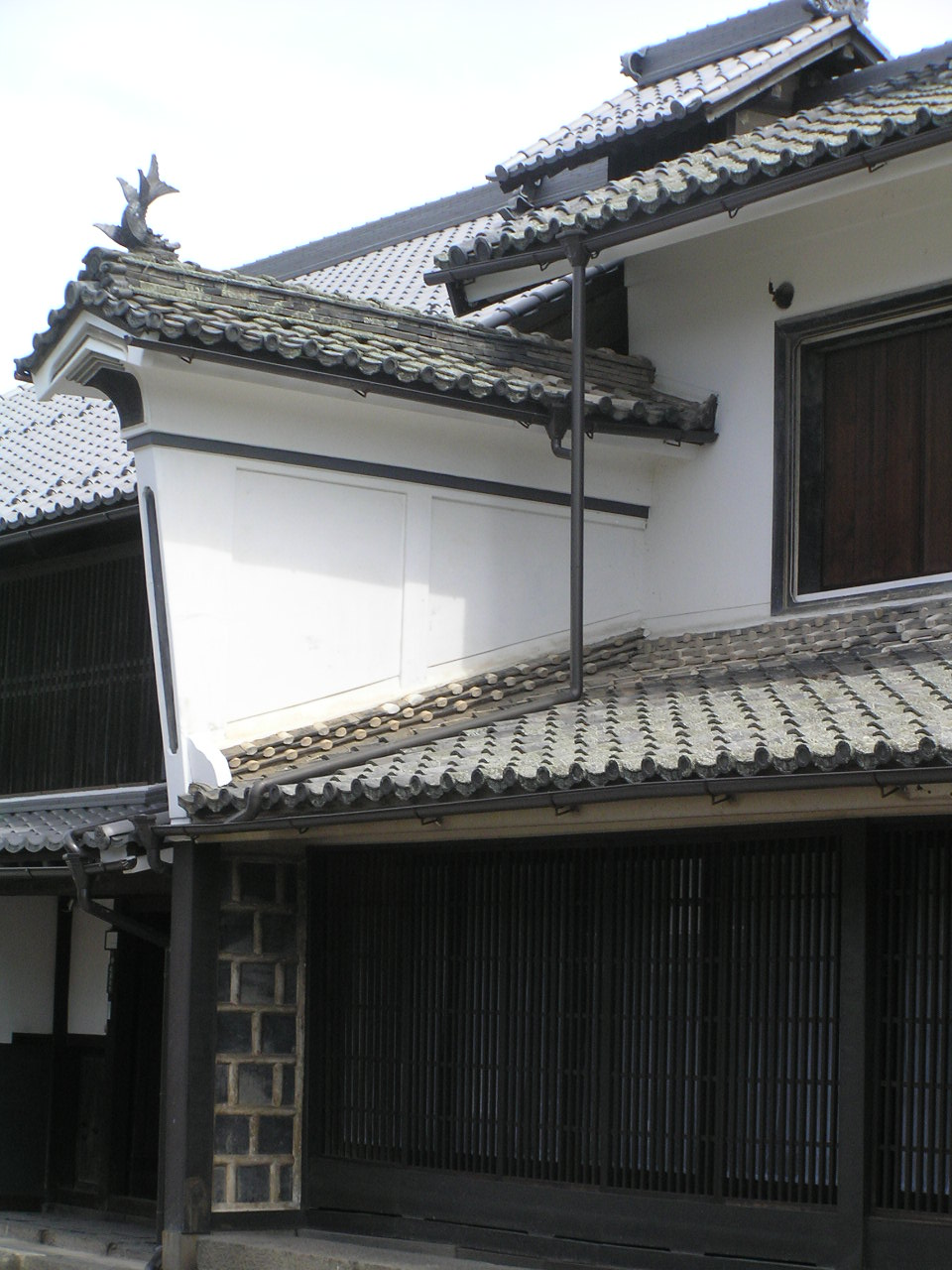
袖うだつの残る民家（明治）

1625年（寛永2年）に、北国街道の宿場として、江戸幕府によって設置された。当初は田中宿との合宿であり、後に本宿になった。
宿場町開設以前は、海野郷や海野荘などと呼ばれ、東信濃の豪族滋野氏やその嫡流に当たる海野氏の領地として栄え、宿場町開設以前から集落が形成されていた。木曾義仲が挙兵した地や海野平の戦いがあった地、海野氏の子である真田幸隆やその兄弟の出身地とも言われている。1583年には上田城城下町を形成するために、海野から上田に人を呼び寄せたため、集落を縮小され宿場町開設に至った。
海野宿には、約6町（約 650 m）にわたり街並みが続き、本陣1軒と脇本陣2軒が設けられ、佐渡の金の江戸までの輸送、善光寺までの参拝客や、北陸諸大名の参勤交代などで利用され、非常に賑わいをみせていた。明治・大正時代には鉄道網の発達により宿場町の利用客が減ったため、養蚕業を主に行い、養蚕の町として発展した。また明治時代には信越本線の駅の設置が計画されていたが中止になった。
「日本の道100選」と「重要伝統的建造物群保存地区」の選定されたことを契機に、1989年（平成元年）から海野宿内の道路環境整備事業を実施し、中央水路の改修、車道・歩道や植栽の整備、電柱撤去などの景観事業に取り組んだ。現在でも本陣、脇本陣、問屋、旅籠などの跡が残っており、明治時代の養蚕業に用いられた伝統的建造物も残っている。

## 地理

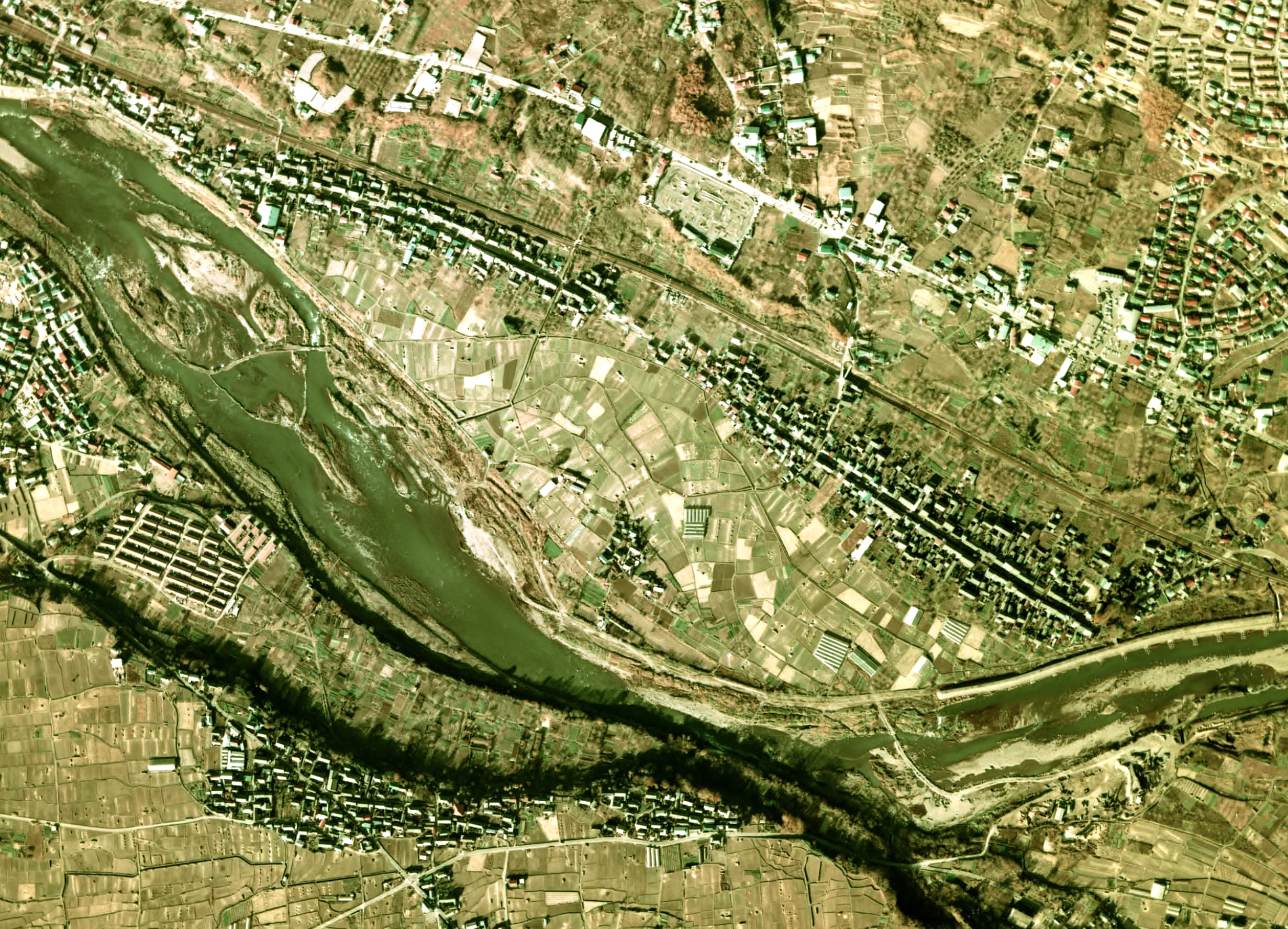
海野宿周辺の空中写真。東側（画像右）から西側へ流れる千曲川の北岸に、海野宿の細長い宿場町が残る。1975年撮影。
。

長野県東部にある上田盆地の南東部に海野宿は位置し、南に千曲川が東から西へと流れる。北には、上信越高原国立公園の浅間連峰があり、千曲川を挟んだ更に南側には八重原とよばれる台地がある。
海野宿の東には海野氏の氏神で、1822年（文政5年）に将軍徳川家斉より「天下無双」「天下無類」の2号を預かった名大関・雷電為右衛門が4本柱の土俵を奉納したと伝えられる白鳥神社がある。

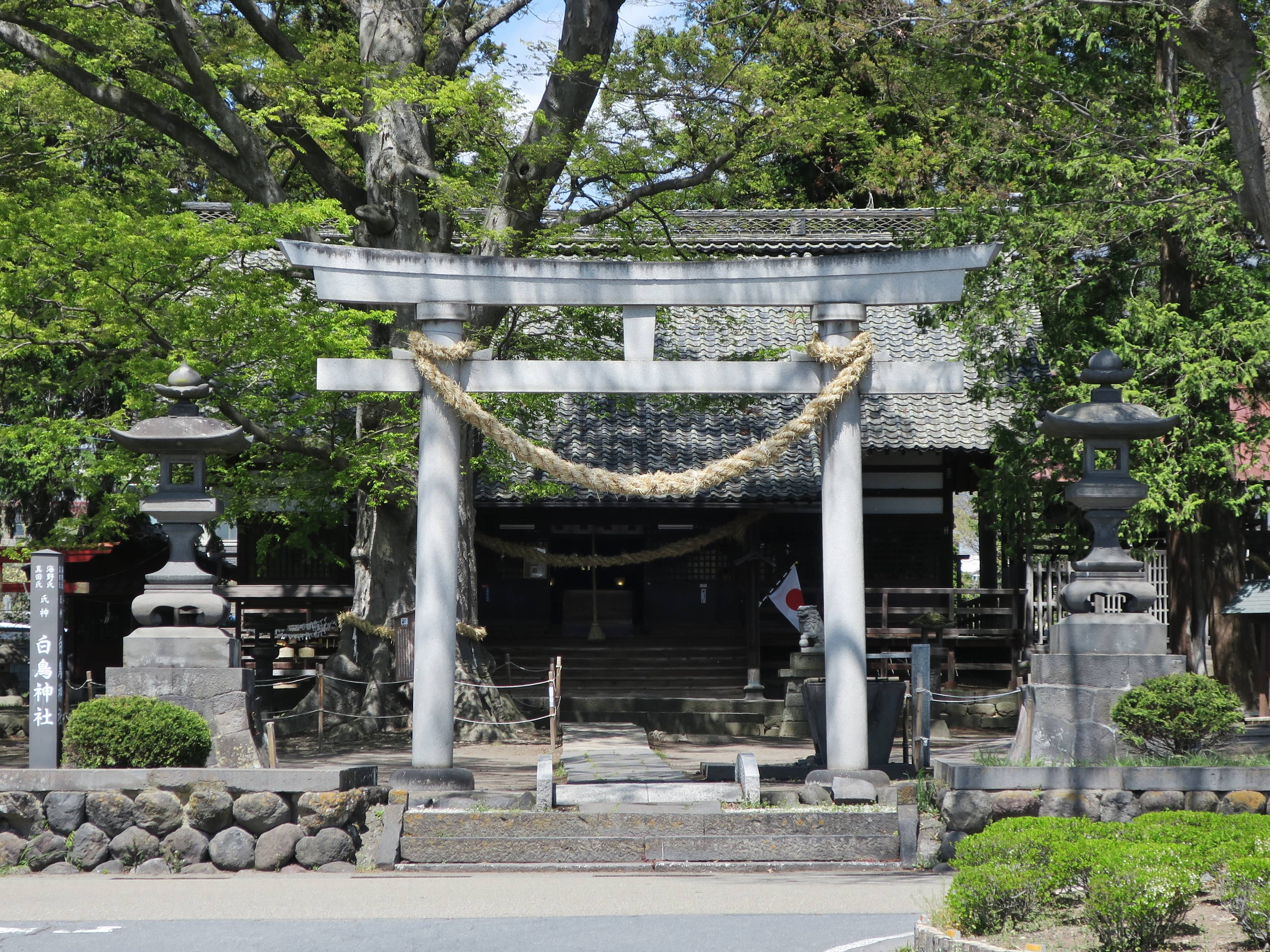
白鳥神社
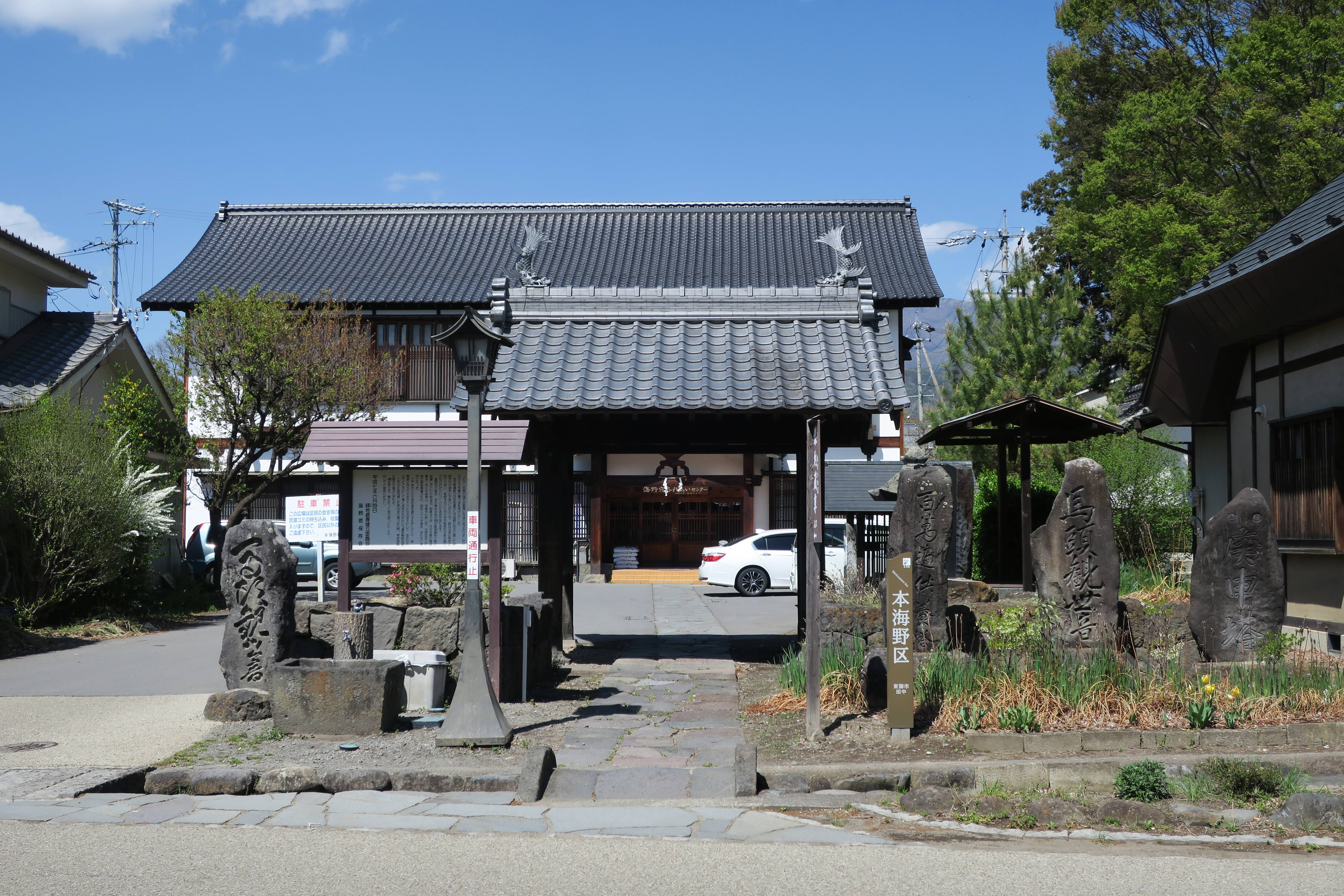
ふれあいセンター
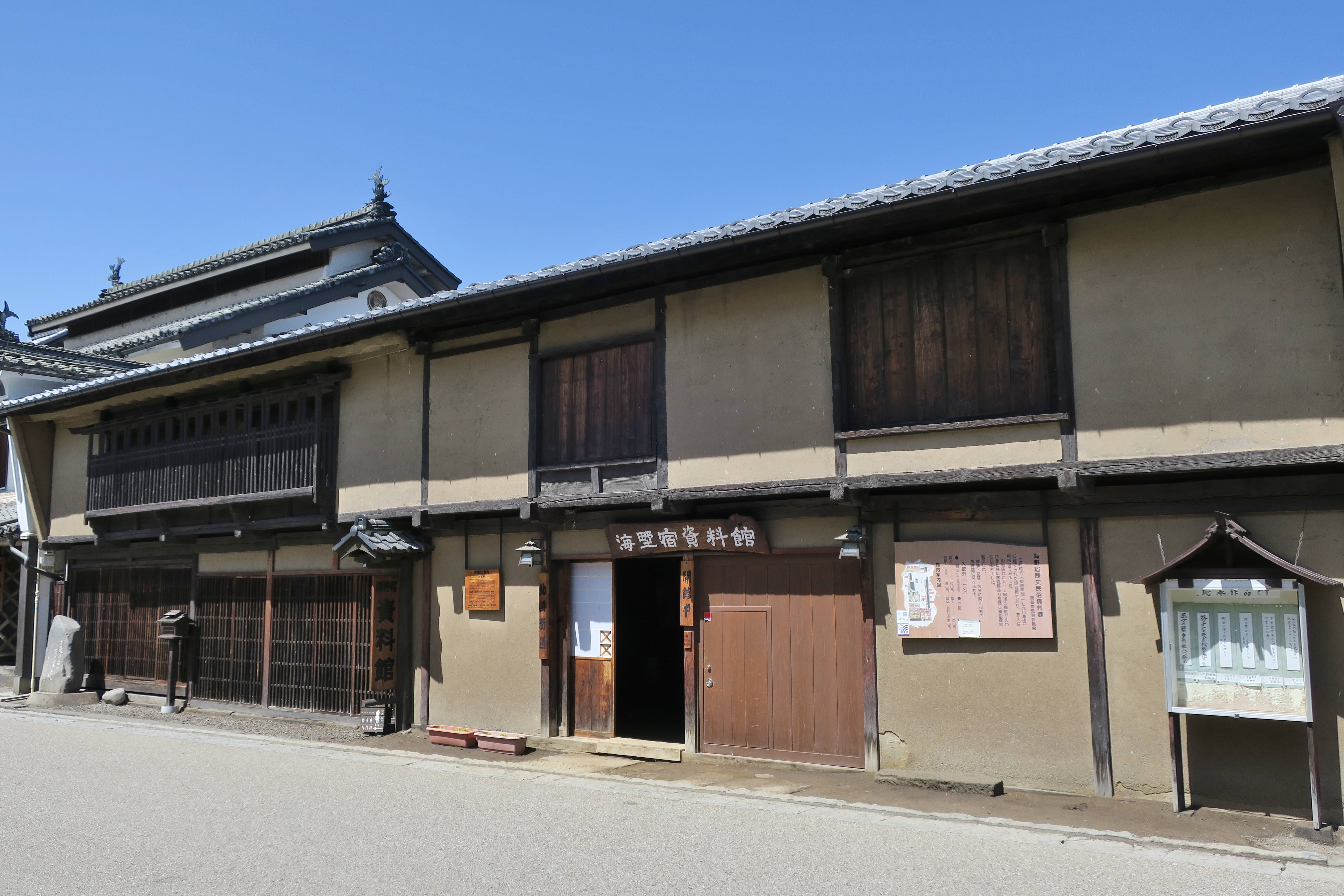
海野宿資料館
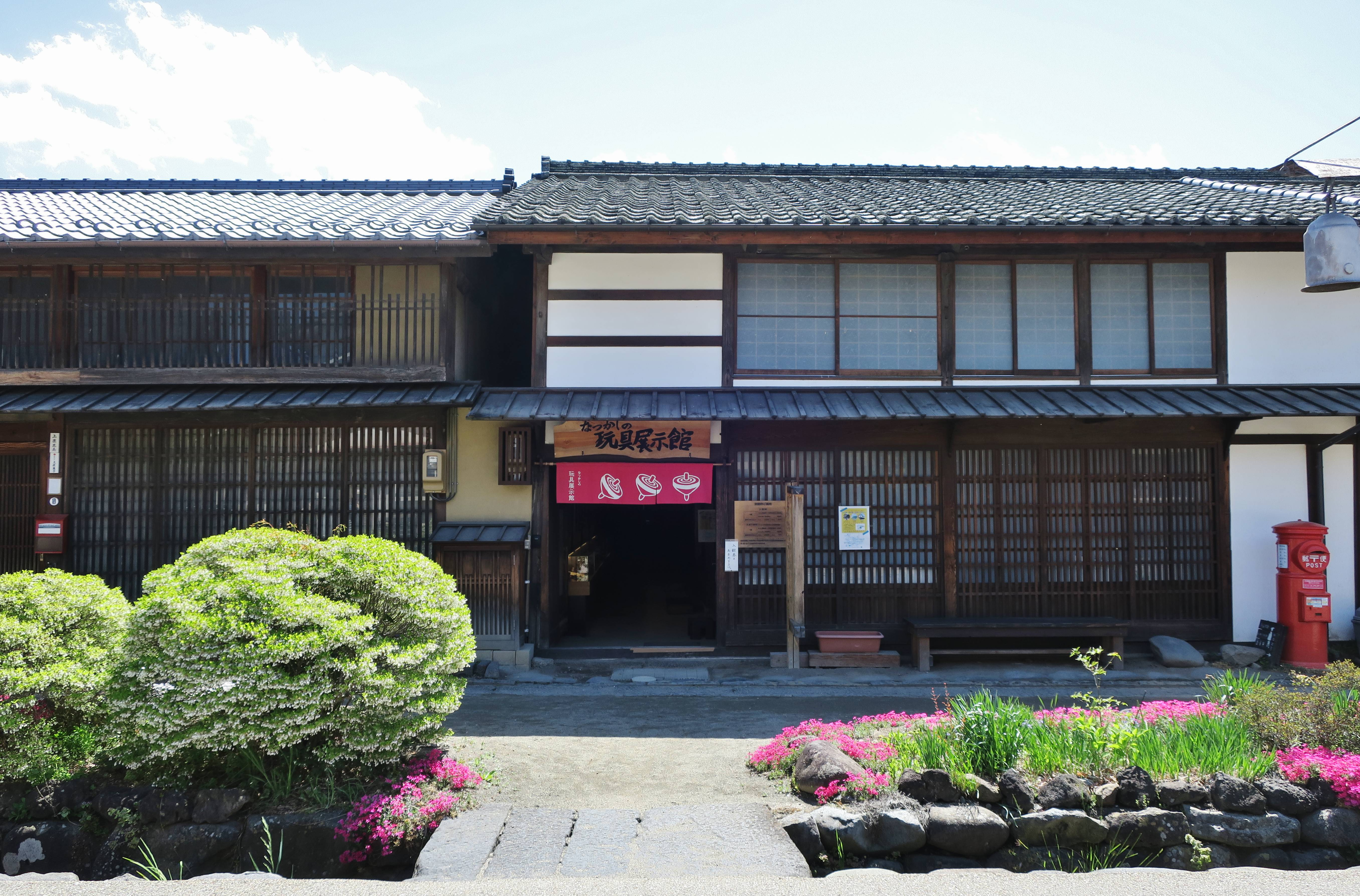
なつかしの玩具展示館
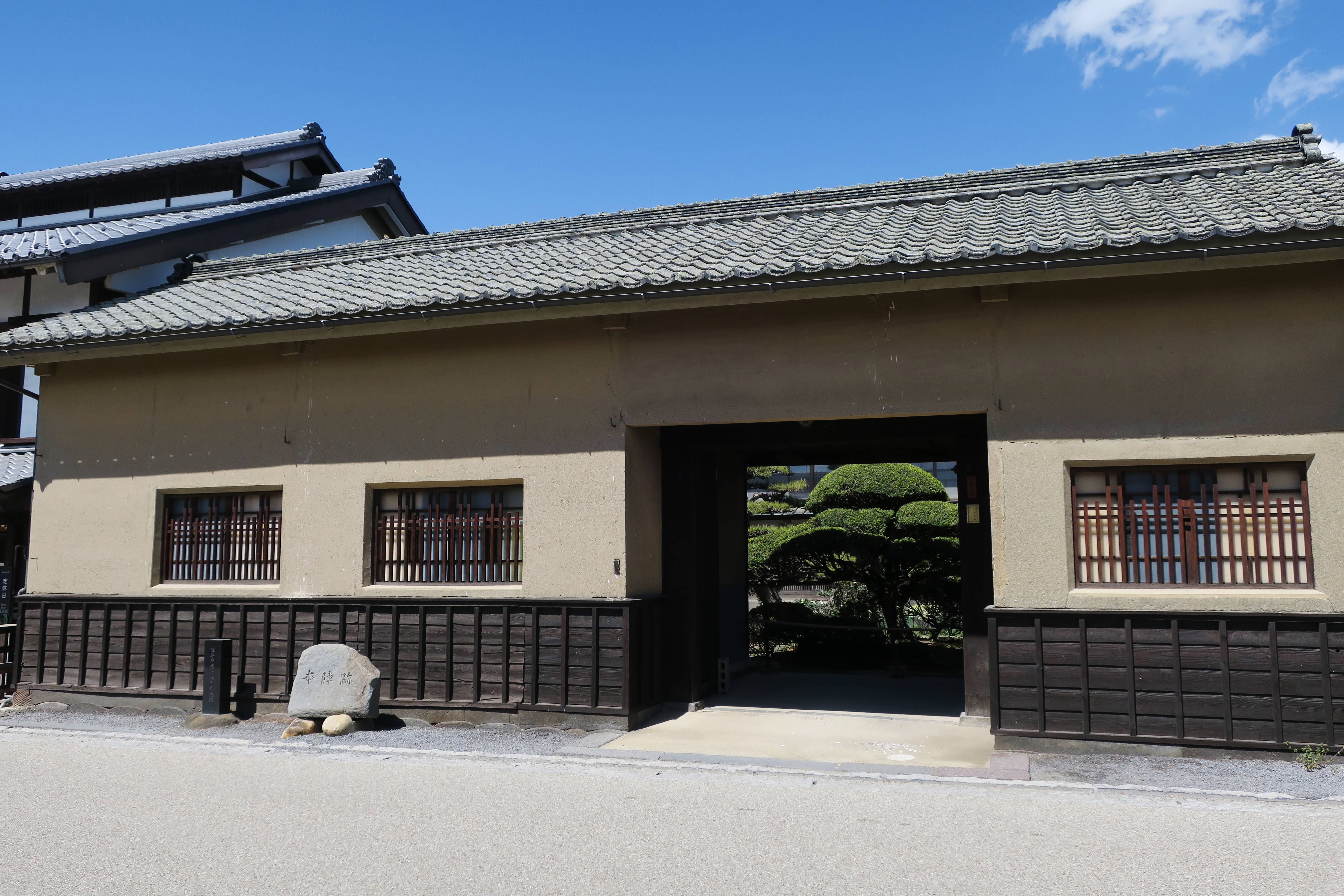
本陣跡
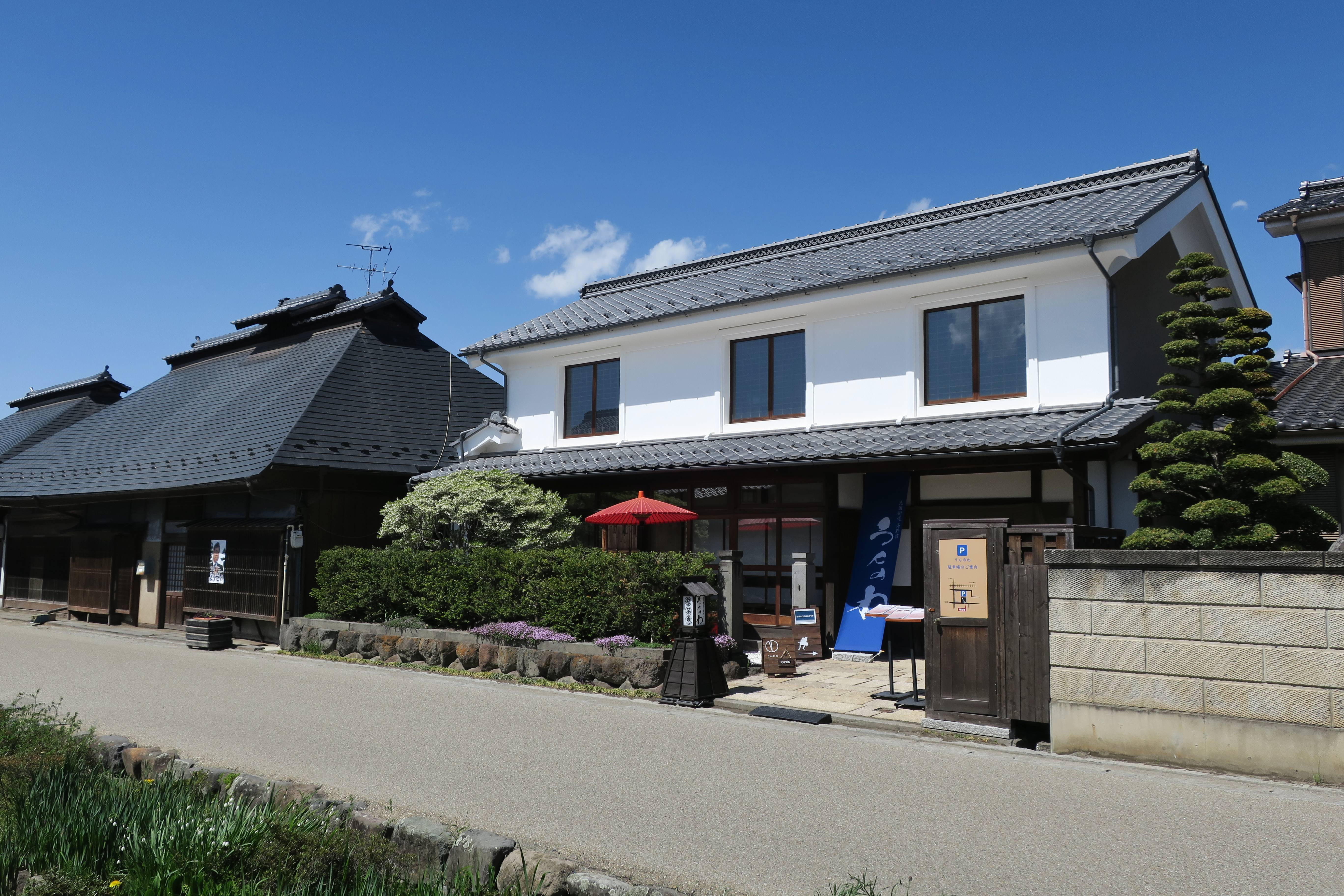
滞在型交流施設うんのわ
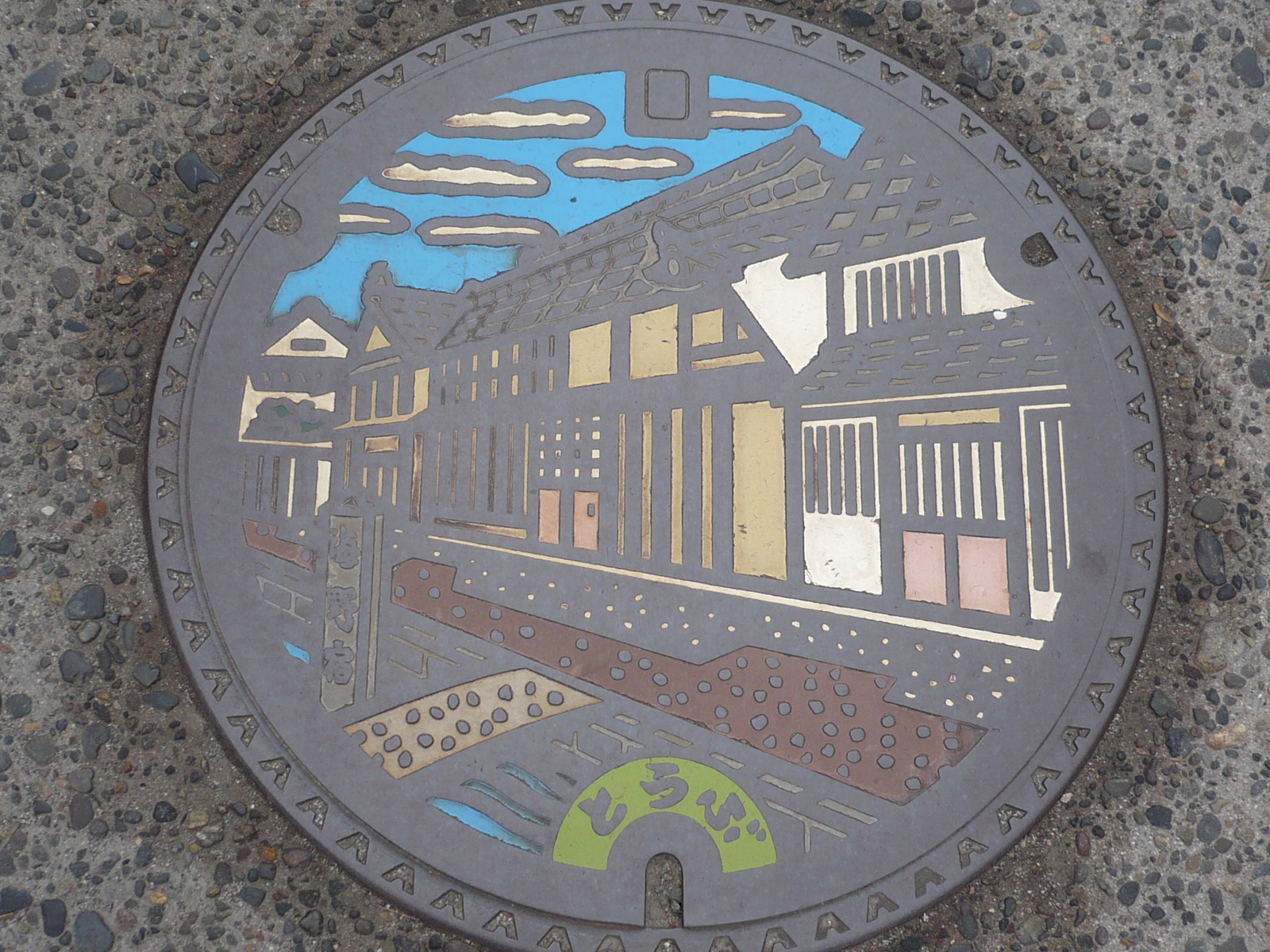
海野宿のマンホール

## 祭り・イベント
- 海野宿ふれあいまつり（11月23日）

## 交通アクセス
公共交通機関
しなの鉄道しなの鉄道線・田中駅または大屋駅からタクシーで5分。
自家用自動車
上信越自動車道・東部湯の丸インターチェンジから5キロメートル、自動車で10分。
下記の無料駐車場が用意されている。
- 海野第1駐車場（旧・海野宿駐車場） - 白鳥神社脇。普通車29台、車いす用2台、二輪車用1か所。
- 海野第2駐車場 - 水村喜一郎美術館向かい。大型車5台、普通車60台、車いす用2台、二輪車用1か所。
- 海野第3駐車場（旧・海野宿中島駐車場） - 海野マレットゴルフ場付近。大型車15台。